# Confrérie de la Chaîne des Rôtisseurs

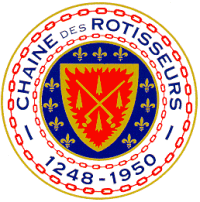
Logo der „Confrérie de la Chaîne des Rôtisseurs“

Die  Confrérie de la Chaîne des Rôtisseurs ist eine internationale gastronomische Gesellschaft, die 1950 in Paris gegründet wurde, wo sich ihr Sitz befindet (7 rue d’Aumale, 9. Arrdt.). Die Gesellschaft beruft sich auf die Traditionen und Praktiken der alten königlichen französischen „Gilde von Gänseröstern“, deren Ermächtigung mit der Zeit auf das Rösten aller Geflügelarten, Fleisch und Wild ausgeweitet wurde. Sie ist der Hohen Kunst des Kochens (Haute Cuisine) verpflichtet und fördert die Aufrechthaltung gastronomischer Werte und gepflegter Tischsitten.
Die Confrérie de la Chaîne des Rôtisseurs hat zurzeit etwa 24.000 Mitglieder in 75 Ländern der Welt. Ihre „Bailliages“ genannten Landesverbände sind in weitere Untergruppen gegliedert. Neue Mitglieder werden durch die lokalen Bailliagen aufgenommen. Dazu sind zwei Paten (Parrains) nötig, welche für den einwandfreien Charakter des Neumitglieds bürgen.

## Geschichte
Die schriftlich aufgezeichnete Geschichte der Les Oyers oder „Gänseröster“ kann bis zum Jahr 1248 zurückverfolgt werden. Zu dieser Zeit beauftragte König Ludwig IX. den „Bürgermeister“ von Paris, Étienne Boileau, Ordnung in die Organisation von Gewerbe und Innungen zu bringen, junge Lehrlinge auszubilden und die technischen Kenntnisse der Innungsmitglieder zu verbessern. Er versammelte die Vertreter von über 100 Gewerben, unter ihnen die „Gänseröster“.
Über die Jahre wurden die Aktivitäten und Privilegien dieser Gänseröster-Innung auf das Zubereiten und Vermarkten aller Art Fleisch, darunter Geflügel und Wild, ausgeweitet.
1509, während der Regierungszeit Ludwig XII., wurden einige Statuten dieser Gilde geändert, was sich auch im Ändern der Bezeichnung „Rôtisseurs“ kundtat, und ihre Aktivitäten wurden auf Geflügel, Wildvögel, Lamm und Wild beschränkt. 1610, unter Ludwig XIII., wurde der Gilde eine königliche Charta mit eigenem Wappen verliehen.
Über vier Jahrhunderte pflegte und entwickelte die Bruderschaft der Röster kulinarische Kunst und setzte hohe berufliche und qualitative Standards eines „königlichen Tisches“, bis die Gilde wie sämtliche anderen Gilden im Jahr 1793 während der Französischen Revolution aufgelöst wurde. Die Rôtisseurs gerieten nahezu vollkommen in Vergessenheit, bis Auguste Becart, Jean Valby, der „Prince der Gastronomen“ Curnonsky (Maurice-Edmond Sailland), Louis Giraudon und Marcel Dorin die Gesellschaft im Jahr 1950 wieder aufleben ließen und die Confrérie de la Chaîne des Rôtisseurs (neu) gründeten.

## Die Chaîne des Rôtisseurs heute

Logo der „Ordre Mondial des Gourmets Dégustateurs“

Seit ihrer Wiedergeburt ist die Gesellschaft stark gewachsen und konnte ihre Präsenz und ihren Einfluss weltweit geltend machen. Sie bringt heute professionelle und nicht-professionelle Mitglieder aus der ganzen Welt zusammen, die den gemeinsamen Geist der Gesellschaft teilen und gutes Essen und Trinken schätzen und genießen. Während die Confrérie vom Namen her eine Bruderschaft ist, waren Damen stets willkommen und spielen eine aktive Rolle in der Gesellschaft. Innerhalb der Chaîne befindet sich die „L’Ordre Mondial des Gourmets Dégustateurs“ für diejenigen Mitglieder, die sich spezielles Wissen über Weine und Spirituosen zugelegt haben.

## Concours des Meilleurs Jeunes Chefs Rôtisseurs

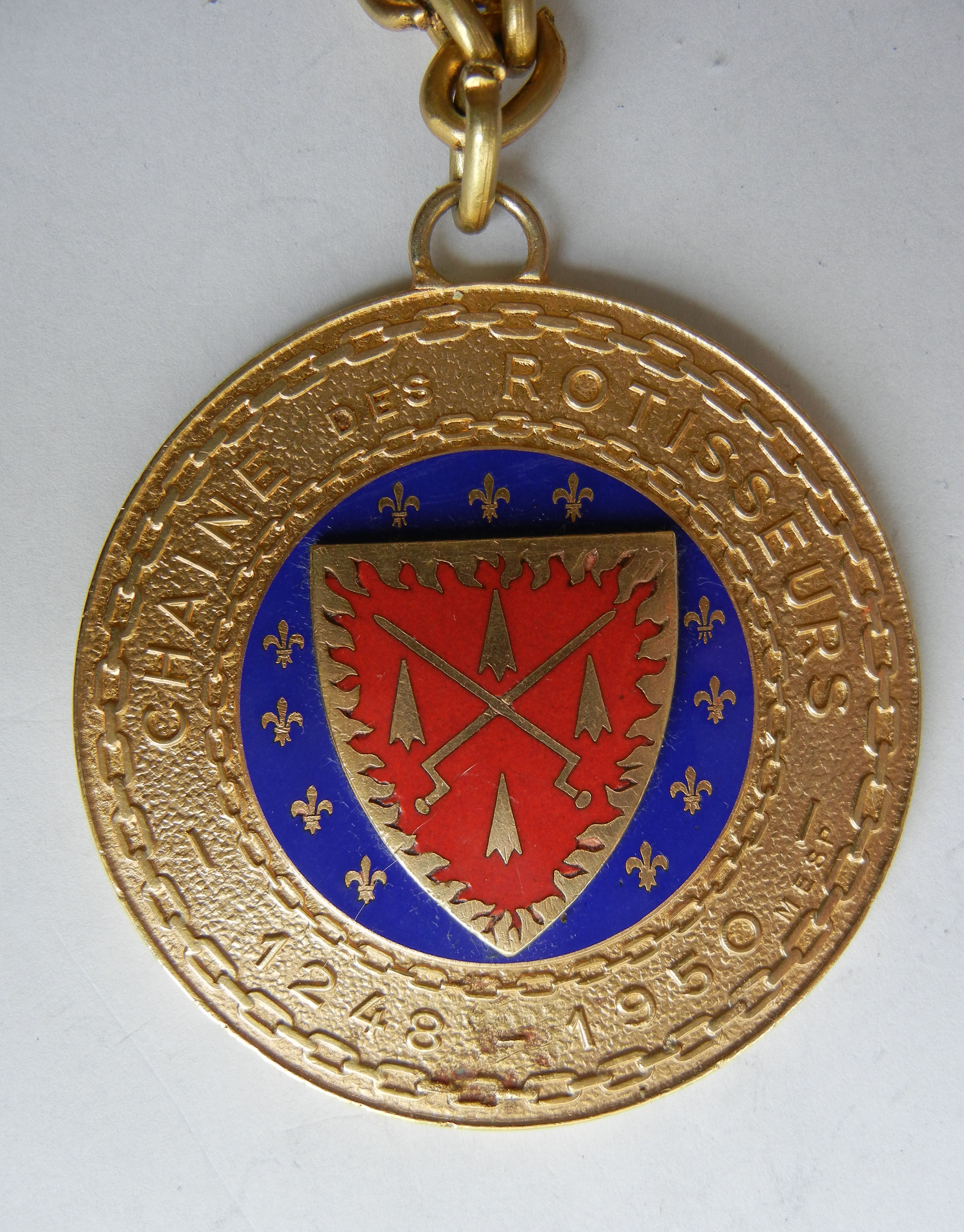
Medaille Chaîne des Rôtisseurs

Die Chaîne des Rôtisseurs organisiert einen jährlichen internationalen Kochwettbewerb für Jungköche bis 27 Jahre. An dieser „Weltmeisterschaft“ können diejenigen Jungköche teilnehmen, welche sich zuvor in einem der nationalen Wettbewerbe durchgesetzt haben, welche durch die Chaîne des Rôtisseurs Landesverbände organisiert und durchgeführt werden. Das Ziel dieses Wettbewerbs ist die Förderung der kulinarischen Expertise des oder der Jungköche. Der Wettbewerb, welcher den Teilnehmerinnen und Teilnehmern, insbesondere den ersten drei Platzierten, gibt dem jungen Chef die Möglichkeit, Talent und Fachwissen international zur Schau stellen zu können.
Es ist ein sogenannter „blinder Wettbewerb“. Die Teilnehmer erfahren zu Beginn die Zutaten, welche zur Verfügung stehen. Danach ist in 30 Minuten ein dreigängiges Menü zu planen. Dieses muss innerhalb von 2,5 bis 3 Stunden für vier Personen kreiert werden. Während der Zubereitung überwacht und benotet eine Küchenjury die Arbeitsweise der Jungköche. Für die Verkostung und Benotung sind die sechs Personen der Degustations-Jury zuständig.
Alle am internationalen Wettbewerb teilnehmenden 18 bis 24 Jungköche werden zudem als „Rôtisseure“ in die Confrérie aufgenommen.

## Wappen

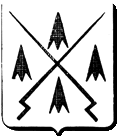
Altes Wappen der „Gänseröster-Innung“

Das ursprüngliche Wappen bestand aus einem Schild mit zwei gekreuzten Drehspießen und vier Spicknadeln (“Lardoirs”), umgeben von den Flammen einer Feuerstelle.
Für die neue Confrérie wurde ein Logo mit diesem historischen Schild in der Mitte geschaffen. Dieses ist umrahmt von 11 Lilien (Fleur-de-lis) und zwei Ketten (“Chaînes”); dazwischen erscheinen der Name der neuen Organisation und die beiden Gründerjahre (1248 bzw. 1950).
Die innere Kette repräsentiert die berufsmäßigen Mitglieder; die äußere die nicht-professionellen, beide zusammen den Bund Gleichgesinnter.

## Film
- Thunfisch, Lamm und gute Nerven. Film-Reportage, Deutschland, 2012, 29:20 Min., Buch und Regie: Nina Thomas, Produktion: hr, Reihe: hessenreporter, Erstsendung: 2. Dezember 2012 bei hr-fernsehen, Inhaltsangabe von ARD.